# F-O (газове родовище)
F-O – офшорне газове родовище у Південно-Африканській Республіці. Відноситься до нафтогазоносного басейну Bredasdorp, що простягнувся у Індійському океані уздовж південного узбережжя країни.

## Опис
Родовище виявили у 110 км від узбережжя та в 40 км на південний схід від родовища F-A, з якого на початку 1990-х років стартувала розробка зазначеного вище басейну. Поклади газу пов’язані з пісковиками валанжинського ярусу (рання крейда), сформованими припливними процесами в умовах морського мілководдя. Під час розвідки спорудили чотири свердловини, дві з яких показали дебіт на рівні 0,9  та 0,1 млн м3 газу на добу, одну не змогли випробувати з технічних причин (але очікувався приплив на рівні 1,7 млн м3) та одна виявилась сухою. За геологічними умовами поклади відрізняються фрагментованістю та низькою проникністю, тому при наявності геологічних ресурсів на рівні 26 млрд м3 видобувними вважались лише 5,6 млрд м3 (за категорією підтверджені - P1).
Враховуючи геологічну структуру родовища, за планом видобутку необхідно було спорудити п’ять горизонтальних свердловин середньою довжиною біля 1,5 км, для чого задіяли бурове судно Ensco 5001. Видобуток з F-O («проект Іхвезі» - «вранішня зоря» з мови нгуні) стартував у 2014 році. Продукція подається на платформу згаданого вище родовища F-A, звідки спрямовується далі на газохімічне підприємство Моссел-Бей, котре здійснює виробництво синтетичного рідкого палива. Первісний план передбачає ведення видобутку протягом шести років.